# Ophrys zagrica
Ophrys zagrica är en orkidéart som beskrevs av Peter Gölz. Ophrys zagrica ingår i ofryssläktet, och familjen orkidéer.
Artens utbredningsområde är Iran. Inga underarter finns listade i Catalogue of Life.